# Ký sự Hỏa xa – Hành trình xuyên lục địa
Ký sự Hỏa xa – Hành trình xuyên lục địa là một phim ký sự đường dài được thực hiện ở trong và ngoài nước. Đây là cuộc hành trình xuyên lục địa với chuyến đi dài của một nhóm phóng viên, xuất phát từ Thành phố Hồ Chí Minh, qua Hà Nội, sang Trung Quốc rồi lần theo tuyến đường sắt xuyên lục địa qua đến các nước Mông Cổ, Nga, Phần Lan, Thụy Điển, Đan Mạch, Đức, Pháp, Anh, Tây Ban Nha, Ý, Thụy Sĩ, Bỉ... Phim do Hãng phim Truyền hình Thành phố Hồ Chí Minh sản xuất và được phát sóng trên kênh HTV7.

## Nội dung
Bộ phim gồm 5 phần:

### Phần 1: Những cung đường dài theo đất nước
Tìm hiểu về Ngành Đường sắt Việt Nam đã có trên 100 năm lịch sử, với điểm khởi đầu là cung đường Sài Gòn - Mỹ Tho xây dựng vào năm 1881. Đến nay với trên 3.000 km đường ray, những con tàu đã có thể lãng du khắp dải đất hình chữ S, điểm thêm những nét phong trần cho nước non hùng vĩ.

### Phần 2: Những nẻo đường Đông phương huyền ảo
Đến với Trung Quốc của một trong những nền văn minh cổ xưa nhất của nhân loại. Biết bao thế kỷ đã trôi qua, Trung Quốc vẫn khiến người ta thán phục trước chiều sâu văn hóa và tư tưởng của mình. Và sau khi qua Vạn Lý Trường Thành sẽ là con đường cát bụi xuyên Sa mạc Gobi mênh mông.

### Phần 3: Thi vị nướcNga
Thiên nhiên Nga khoan dung và dịu dàng mở ra trước đoàn tàu Ký Sự Hỏa Xa với rừng Taiga bạt ngàn và Hồ Baikal tuyết trắng trong những ngày cuối xuân. Moskva, Sankt Peterburg bồi hồi lướt qua với những khung cảnh một thời ghi khắc trong tim biết bao người Việt Nam

### Phần 4: Hành trình Bắc Nam xuyênChâu Âu
Mở màn với chuyến đi kéo dài 3 ngày 2 đêm với 7 lần chuyển đổi phương tiện, từ Bắc Âu lạnh giá dù đã vào tháng 6 đến với mặt trời mùa hè Nam Âu bỏng cháy. Bên ngoài cửa sổ toa tàu là một thế giới đa dạng và lãng mạn đến say lòng người.

### Phần 5: Những đỉnh cao của văn minh nhân loại
Chặng đường cuối của Ký Sự Hỏa Xa là dấu ấn của những thế kỷ văn minh đọng lại thành tầng tầng lớp lớp trong lòng một Châu Âu hiện đại, từ La Mã cổ đến kinh đô của Cách mạng công nghiệp trên đảo quốc sương mù.

## Danh sách tập phim
Gồm 75 tập, mỗi tập dài 10 phút.

### Phần 1:
- Tập 1: Tìm hiểu về lịch sử Đường sắt Việt Nam
- Tập 2: Hỏa xa khởi hành
- Tập 3: Hồi ức về cung đường răng cưa Tháp Chàm - Đà Lạt
- Tập 4: Đoạn Tháp Chàm - Nha Trang - Quảng Nam
- Tập 5: Ẩm thực lãng du
- Tập 6: Vượt Hải Vân hướng về Cố đô Huế
- Tập 7: Khúc ruột miền Trung và những kinh đô cổ
- Tập 8: Truyền thống ngành Đường sắt Việt Nam
- Tập 9: Long Biên và ga đầu cầu
- Tập 10: Đêm cuối cùng trên quê hương.

### Phần 2
- Tập 11: Cảm nhận đầu tiên về đường sắt Trung Quốc
- Tập 12: Cảm nhận đầu tiên về đường sắt Trung Quốc
- Tập 13: Ba giờ đồng hồ ở Nam Ninh
- Tập 14: Trường Sa bên dòng Tương Giang
- Tập 15: Trường Sa bên dòng Tương Giang
- Tập 16: Trường Sa bên dòng Tương Giang
- Tập 17: Trường Sa bên dòng Tương Giang
- Tập 18: Trường Sa đi Bắc Kinh
- Tập 19: Trường Sa đi Bắc Kinh
- Tập 20: Bảo tàng đường sắt Trung Quốc
- Tập 21: Ẩm thực Trung Hoa
- Tập 22: Nhà ga Tây Bắc Kinh
- Tập 23: Thiên Đàn và Di Hòa Viên
- Tập 24: Thiên Đàn và Di Hòa Viên
- Tập 25: Thiên Đàn và Di Hòa Viên
- Tập 26: Khởi hành tuyến xuyên Xibia. Xe lửa thay bánh ở biên giới.
- Tập 27: Sa mạc Gobi và thủ đô Anh Hùng Đỏ.
- Tập 28: Sa mạc Gobi và thủ đô Anh Hùng Đỏ.
- Tập 29: Sa mạc Gobi và thủ đô Anh Hùng Đỏ.

### Phần 3
- Tập 30: Lãnh thổ Châu Á và Kinh thành cổ Vladimir
- Tập 31: Lãnh thổ Châu Á và Kinh thành cổ Vladimir
- Tập 32: Lãnh thổ Châu Á và Kinh thành cổ Vladimir
- Tập 33: Lãnh thổ Châu Á và Kinh thành cổ Vladimir
- Tập 34: Thành phố Moskva
- Tập 35: Thành phố Moskva
- Tập 36: Tàu điện ngầm cung điện dưới lòng đất
- Tập 37: Moskva những dấu ấn lịch sử
- Tập 38: Moskva những dấu ấn lịch sử
- Tập 39: Moskva những dấu ấn lịch sử
- Tập 40: Kiến trúc tôn giáo và hoàng gia
- Tập 41: Kiến trúc tôn giáo và hoàng gia
- Tập 42: Khu triển lãm kinh tế quốc dân
- Tập 43: Đến Sankt-Peterburg thăm Bảo tàng Đường sắt Trung ương
- Tập 44: Đến Sankt-Peterburg thăm Bảo tàng Đường sắt Trung ương
- Tập 45: Những cung điện ngoại ô Sankt-Peterburg
- Tập 46: Những cung điện ngoại ô Sankt-Peterburg
- Tập 47: Những cung điện ngoại ô Sankt-Peterburg
- Tập 48: Bảo tàng Hermitage và Đại Giáo Đường Isaac.
- Tập 49: Bảo tàng Hermitage và Đại Giáo Đường Isaac.
- Tập 50: Thành phố bên bờ Neva.

### Phần 4
- Tập 51: Lên đường đi Helsinky
- Tập 52: Lên đường đi Helsinky
- Tập 53: Trên tàu du lịch vượt biển Baltic
- Tập 54: Trên đất Thụy Điển
- Tập 55: Từ Copenhagen tới Hamburg
- Tập 56: Hamburg - Paris
- Tập 57: Từ Paris tới Bordeaux
- Tập 58: Médoc
- Tập 59: Bordeaux đi Irun
- Tập 60: Thành phố Madrid.
- Tập 61: Thành phố Madrid.
- Tập 62: Barcelona.
- Tập 63: Barcelona.

### Phần 5
- Tập 64: Nice và khu phố cổ
- Tập 65: Monaco
- Tập 66: Monaco
- Tập 67: Thăm Roma và Tòa thánh Vatican
- Tập 68: Thăm Roma và Tòa thánh Vatican
- Tập 69: Roma đi Venise
- Tập 70: Venice đi Bern
- Tập 71: Xe lửa bánh răng cưa chinh phục Jungfraujoch
- Tập 72: Bern đi Paris
- Tập 73: Đến với Vương quốc Anh
- Tập 74: Thành phố Darlington
- Tập 75: London đi Berlin.

## Đoàn làm phim
- Đạo diễn: Lý Quang Trung
- Kịch bản: Trần Đức Tuấn
- Biên tập: Nguyễn Việt Bình
- Lời bình: Trần Đức Tuấn
- Quay phim: Trần Đức Long
- Dựng phim: Nguyễn Hoàng Anh
- Dẫn chương trình: Trần Thị Nguyệt Sa, Trịnh Thị Nam Phương[7]